# Frémery
Frémery là một xã trong vùng Grand Est, thuộc tỉnh Moselle, quận Château-Salins, tổng Delme. Tọa độ địa lý của xã là 48° 55' vĩ độ bắc, 06° 28' kinh độ đông. Frémery nằm trên độ cao trung bình là m mét trên mực nước biển, có điểm thấp nhất là 228 mét và điểm cao nhất là 280 mét. Xã có diện tích 4,39 km², dân số vào thời điểm 2005 là 61 người; mật độ dân số là 13,9 người/km². Xã nằm về phía đông nam của Metz, thuộc Pháp từ năm 1661.

## Thông tin nhân khẩu
| 1962 | 1968 | 1975 | 1982 | 1990 | 1999 | 2010 | 2021 |
| ---- | ---- | ---- | ---- | ---- | ---- | ---- | ---- |
| 69   | 71   | 62   | 44   | 53   | 66   | 63   | 88   |